# Paul von Mezanelli
Paul von Mezanelli (* 1757 in Verona; † 23. November 1822 in Kaufbeuren) war ein königlich bayerischer Offizier, zuletzt im Rang eines Generalmajors. Er war ab 1806 Ritter des Militär-Max-Joseph-Ordens.

## Leben
Paul Graf von Mezanelli war der Sohn des Grafen Franz von Mezanelli und dessen Frau Maria Theresia, geborene Gräfin von Michaeli. Er trat 1777 als Pensionär und offiziersmäßiger Volontär in das bayerische Kadettenkorps zu München ein und erlangte noch im selben Jahr durch Kauf eine Rittmeisterstelle im Kürassier-Regiment „Minucci“. Eine Rangliste von 1778 führt Mezanelli als Rittmeister mit Oberleutnantsgehalt.
Am 5. März 1786 wurde er zum Major und am 18. April 1792 zum Oberstleutnant befördert. Im Februar 1795 erfolgte seine Versetzung zum 2. Chevaulegers-Regiment „Bretzenheim“. Dort erhielt er am 15. Mai 1798 den Charakter als Oberst. Am 11. Oktober 1798 wurde Mezanelli zu dessen Regimentskommandeur ernannt und am 14. Mai 1799 zum Wirklichen Oberst dieser Einheit, die ab dem 27. Februar 1799 die Nummer 3 führte, befördert. Er kommandierte das Regiment bis zu seiner Beförderung zum Generalmajor am 23. September 1804, mit Armeebefehl vom 28. September 1804.
Zu Beginn des Feldzuges gegen Österreich 1805 kommandierte Mezanelli die 3. Brigade. Bei der Einnahme der Festung Kufstein am 10. November 1805 konnte sich Mezanelli besonders auszeichnen. Am 11. Januar 1806 erhielt er für die Einnahme von Kufstein das Militär-Ehrenzeichen und mit Armeebefehl vom 1. März 1806 bei Stiftung des Militär-Max-Joseph-Ordens dessen Ritterkreuz. 
Im folgenden Feldzug gegen Preußen 1806 führte Mezanelli die 1. Brigade der 2. Armee-Division Werde. Infolge einer plötzlichen und schweren Erkrankung des Generalleutnants Carl Philipp von Wrede erhielt Mezanelli den einstweiligen Oberbefehl über die 2. Division. Mit diesem Großverband zog er nach Dresden, später über Cottbus und Guben nach Breslau, dessen Einnahme gelang. Nach der Besetzung von Breslau (3. Januar 1807) befehligte er eine Reiterbrigade, mit der er an der Belagerung von Brieg und dem Gefecht bei Grottkau (10. Januar 1807) mit Auszeichnung teilnahm. Im Armeebefehl vom 18. Januar 1807 wurde Mezanelli für sein Verhalten namentlich belobt.
Nach dem Feldzug erhielt Mezanelli mit Armeebefehl vom 24. Dezember 1807 die Kavallerie-Brigade beim Generalkommando in Schwaben. Bereits einen Monat später, am 25. Januar 1808, wurde er als Generalmajor zur Ruhe gesetzt. Paul Graf von Mezanelli starb in der Nacht vom 22. zum 23. November 1822, im Alter von 65 Jahren, in Kaufbeuren.